# Parafia katedralna św. Marii Magdaleny we Wrocławiu
Parafia katedralna Świętej Marii Magdaleny we Wrocławiu – parafia Kościoła Polskokatolickiego w RP, położona w dekanacie dolnośląskim diecezji wrocławskiej. Pełniącym obowiązki administratora parafii jest ks. mgr Piotr Mikołajczak. Msze Św. odprawiane są w niedzielę i święta o godz 9:30, 11:00, 17:00. W dni powszednie codziennie o godz 17:00.  Spowiedź ogólna na wszystkich Mszach Św. w 1. niedzielę miesiąca.

## Historia
Po wyzwoleniu Ziem Zachodnich osiedliło się we Wrocławiu kilka rodzin-wyznawców Polskiego Narodowego Kościoła Katolickiego, którzy zwrócili się do Kościoła z prośbą o założenie parafii narodowej. Biskup Józef Padewski skierował tu ks. dziek. Józefa Osmólskiego, by zajął się organizowaniem życia parafialnego wokół zabytkowego poewangelickiego kościoła przy ul. Szewskiej, który następnie decyzją Ministerstwa Ziem Odzyskanych został przyznany Kościołowi Polskokatolickiemu w wieczyste użytkowanie. Przez wiele lat nabożeństwa były odprawiane w ocalałej od wojennych zniszczeń obszernej zakrystii, gdzie urządzono kaplicę. 
Otwarcie parafii pod wezwaniem św. Marii Magdaleny we Wrocławiu nastąpiło 22 maja 1949, a uroczystego poświęcenia dokonał bp Józef Padewski. W tym samym czasie we Wrocławiu działała kaplica Matki Bożej na Wzgórzu (1951-1959) w dzielnicy Osobowice oraz zorganizowana nieco później parafia Najświętszego Serca Pana Jezusa w Leśnicy (1959-1971). We wrześniu 1957 parafia gościła bpa dra Leona Grochowskiego – ówczesnego zwierzchnika PNKK w USA i Kanadzie. 22 lipca 1971, w patronalne święto parafii św. Marii Magdaleny dokonano uroczystego poświęcenia odrestaurowanej katedry oraz konsekracji zabytkowego ołtarza głównego. 
W 2000 parafia była gospodarzem Międzynarodowej Konferencji Biskupów Starokatolickich Unii Utrechckiej. Konferencję przygotował zwierzchnik Kościoła Polskokatolickiego bp Wiktor Wysoczański; na obrady przybyli goście z całego świata.